# De ivoren deur
De ivoren deur is een meertalige bundel van kinderversjes, geschreven door Paul Biegel en uitgegeven in 1996 bij Stichting Poetry International in Rotterdam.
Het boek werd uitgegeven naar aanleiding van de theatervoorleesdag Laat ons onze verhalen delen, gehouden in het kader van het festival De kracht van cultuur op 17 november 1996.